# Simpsonichthys myersi
Simpsonichthys myersi är en fiskart som först beskrevs av Carvalho, 1971.  Simpsonichthys myersi ingår i släktet Simpsonichthys och familjen Rivulidae. Inga underarter finns listade i Catalogue of Life.